# Стиснене повітря

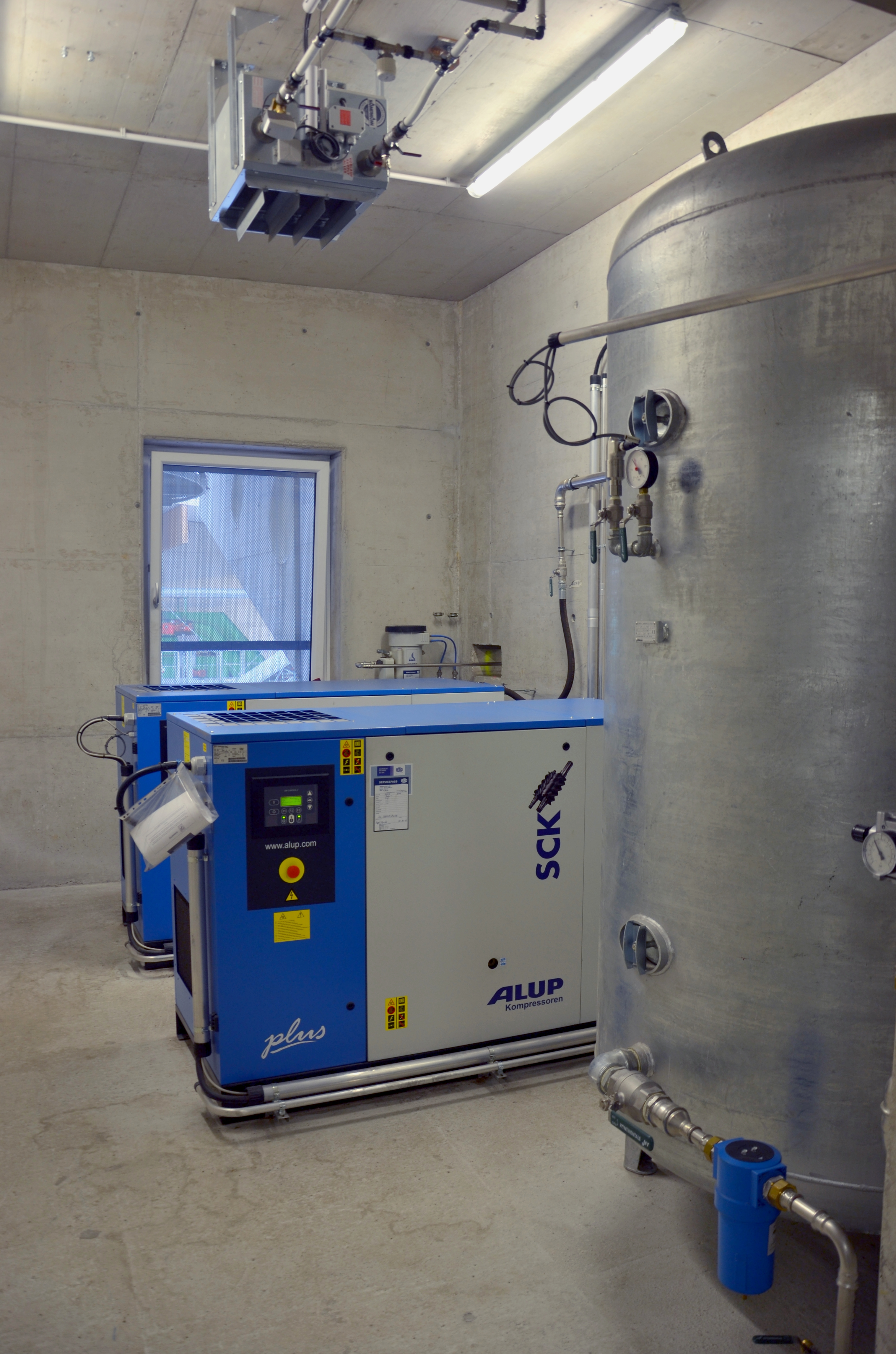
Промислова газокомпресорна станція

Сти́снене пові́тря — повітря, що знаходиться під тиском, який зазвичай перевищує атмосферний тиск. Широко використовується в промисловості, на транспорті, побуті, спорті тощо для накопичення енергії, створення запасу повітря в малому об'ємі, як пневматична пружина тощо.
На виробництво стисненого повітря у країнах Європи витрачається близько 10% електроенергії. Це відповідає енергії 80 терават-годин на рік.

## Застосування

### Застосування в енергетиці
Як джерело енергії стиснене повітря знаходиться в одному ряду з електроенергією, природним газом і водою, хоча особливості отримання та зберігання одиниці енергії, запасеної в стислому повітрі, роблять його дорожчим, ніж енергію, запасена в будь-якому з трьох зазначених ресурсів. Істотною проблемою систем на стисненому повітрі є втрати енергії, викликані нагріванням повітря при стисненні і охолодженням при розширенні. Для їх зменшення скорочують термін між компресією повітря та його використанням або застосовують рідину як тепловий акумулятор. Простота рекуперації енергії в системах на стисненому повітрі обумовлює інтерес конструкторів.

### Інші застосування
Стиснене повітря використовується для:
- Пневмоприводу машин і механізмів, в тому числі в транспорті на стислому повітрі як джерело енергії (наприклад: відбійний молоток).
- Пневморесор на транспорті.
- Охолодження за допомогою вихрового ефекту або через зниження температури при розширенні.
- Дайвінгу для заправки балонів.
- Очистки від пилу компонентів електроніки, які не можна очищати за допомогою води.
- У пристороях запуску дизельних двигунів як альтернатива пуску за допомогою стартера.
- У пейнтболі та страйкболі.
- У пневматичній зброї.